# Katerfrühstück

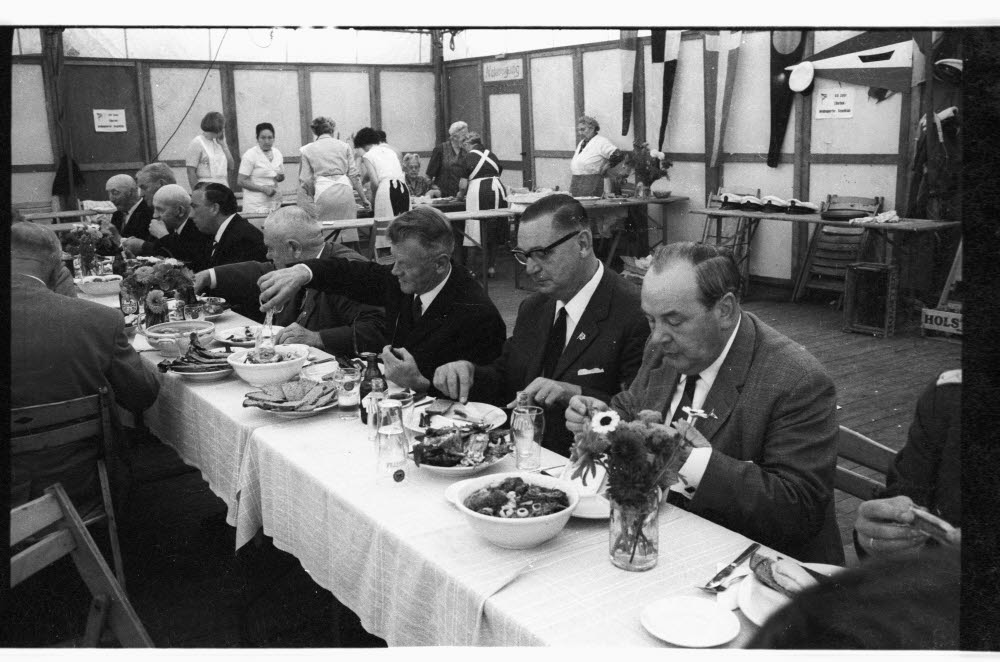
Katerfrühstück der Ellerbek-Wellingdorfer Seglervereinigung mit Heringen und Bier (1966)

Ein Katerfrühstück ist ein Frühstück, das die Beschwerden eines Katers nach übermäßigem Alkoholkonsum am Vorabend lindern soll.

## Varianten
Ein Katerfrühstück besteht aus vermehrter Flüssigkeitszufuhr, um den Nachdurst zu stillen, sowie eiweiß- und fettreicher Kost, insbesondere Fisch, Saurem oder sauer Eingelegtem, wie Bismarckhering, Sauerkraut oder Rollmops.

Andere Beispiele für ein Katerfrühstück sind die ungarische Lumpensuppe, in Österreich Wiener Saftgulasch oder Salonbeuschel, in den Vereinigten Staaten Eier Benedict, die koreanische Suppe Haejangguk, in Japan das Gericht Chazuke (bzw. Ochazuke) und in China Congee (eine dicke Reissuppe).

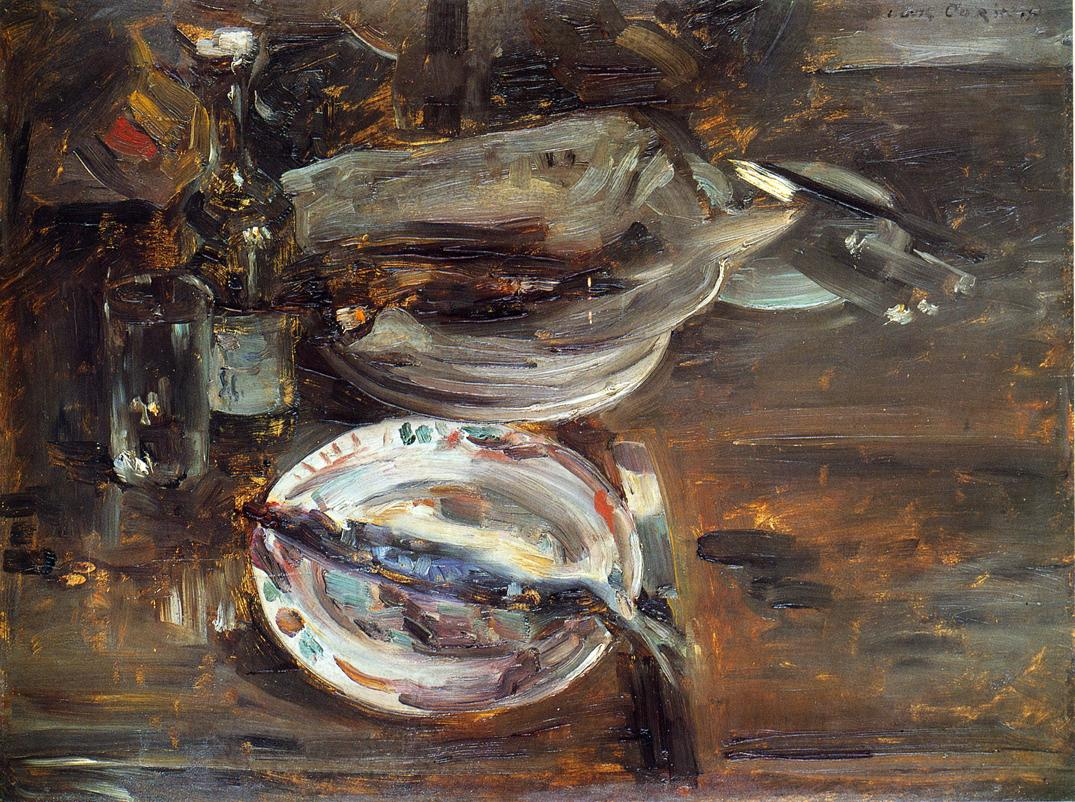
Stillleben Katerfrühstück (1913) von Lovis Corinth mit Heringen

## Medizinische Aspekte
Die Wirkung von Fisch und Saurem ist indirekter Natur, da beides (wie auch Speisesalz beim Katerfrühstück) zu einem Durstgefühl führt, so dass die oder der Betroffene trinkt und so dem Körper benötigte Flüssigkeit zuführt.
Medizinisch erwiesen ist allerdings, dass Alkohol das körpereigene Hormon Vasopressin hemmt, das normalerweise das Wasser im Körper zurückhält. Dadurch ergibt sich der erhöhte Harndrang nach Alkoholkonsum, durch den auch Mineralstoffe ausgeschwemmt werden. Deswegen empfiehlt sich ein nährstoff- und flüssigkeitsreiches Katerfrühstück, um den Elektrolythaushalt wieder in Ordnung zu bringen.

## Konterbier
Von fortgesetztem Alkoholkonsum („Konterbier“, „-schnaps“ etc., österreichisch Reparaturseidl, englisch: hair of the dog) ist abzuraten, da die weitere Aufnahme von Alkohol zur fortschreitenden Dehydratation des Körpers führt. Zudem werden die typischen Symptome eines Katers durch die erneut ausgelöste Alkoholwirkung nur auf einen späteren Zeitpunkt verschoben. Besser ist es, die Wasser- und Mineralstoffzufuhr zu erhöhen und der Leber Zeit zum Alkoholabbau zu geben.